# Phi-Funktion (Compilerbau)
Die Phi-Funktion (φ-Funktion) ist ein Konstrukt im Compilerbau.
Bei der internen Darstellung von Programmcode in der Static-Single-Assignment-Darstellung wird jede Variable nur einmal geschrieben. Da so in alternativen Zweigen verschiedene Variablen geschrieben werden, muss nach der Vereinigung des Kontrollflusses (z. B. nach einem if/then/else) das Problem gelöst werden, dass späterer Code nur auf eine Variable zugreifen kann.
Gelöst wird das Problem über die Phi-Funktion, die ihre Parameter abhängig vom tatsächlich genommenen Kontrollfluss als Ergebnis zurückgibt.
Sie ist keine deterministische Funktion, da ihr Ergebnis von nicht parametrisierten Nebeneffekten abhängt. Aus dem Ausdruck phi(a_1, a_2)  allein lässt sich nicht folgern, ob das Ergebnis a_1 oder a_2 ist.

## Beispiel
Der Code-Block
```
if
 
(
c
)

   
a
 
=
 
b
 
+
 
d
;

else

   
a
 
=
 
e
 
+
 
f
;

x
 
=
 
2
 
*
 
a
;

```

wird in der SSA-Form mit Hilfe der Phi-Funktion zu:
```
if
 
(
c_1
)

   
a_1
 
=
 
b_1
 
+
 
d_1
;

else

   
a_2
 
=
 
e_1
 
+
 
f_1
;

x_1
 
=
 
2
 
*
 
phi
(
a_1
,
 
a_2
);

```